# Monte Laturce
El monte Laturce, también llamado collado de Clavijo, con una altitud de 1039 m es la cumbre de las Peñas de Clavijo, situadas en el municipio de Clavijo en La Rioja (España) a tan solo 16 km de Logroño.
Antaño, fue un punto estratégico debido a que desde su cima se divisa gran parte de la comarca de Logroño.
La zona está cubierta de matorrales, especialmente de boj.

## Accesos a la cima
- Desde Clavijo a 876 m la ascensión es corta (tan solo kilómetro y medio) y suave (unos 150 m). Por el camino se encuentra la Ermita de Santiago.
- Desde Ribafrecha a 499 m se puede subir por el barranco de Fuentezuela. Por el camino se encuentran las ruinas del monasterio de San Prudencio.

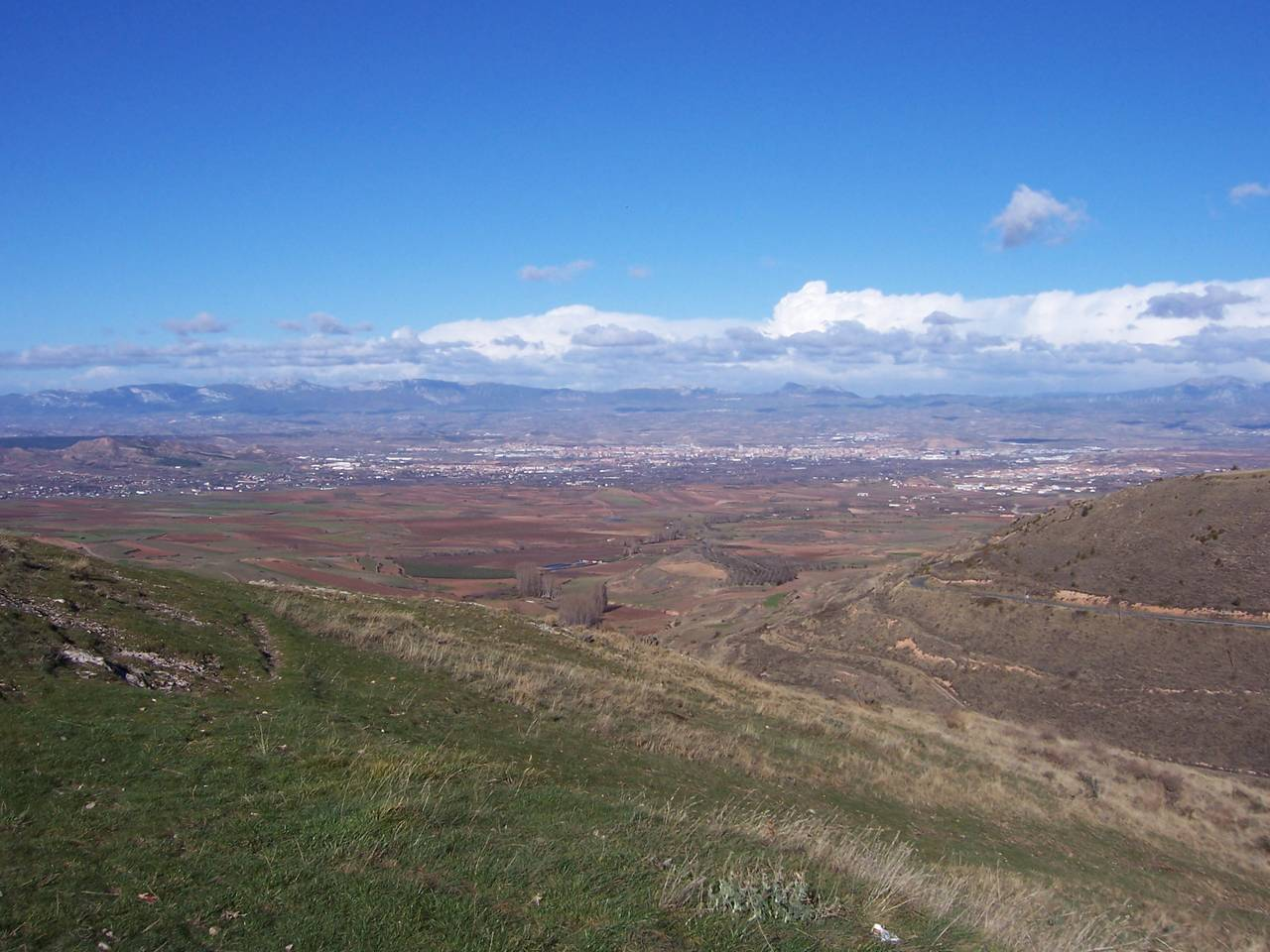
Depresión del Ebro vista desde Clavijo, con las sierras de Cantabria y Codés al fondo.

## Edificaciones
- Real Basílica de Santiago: En la ladera del monte Laturce, a 945 m se encuentra la Ermita de Santiago. Fue construida en el siglo XVIII de sillería y ladrillo, sustituyendo a una ermita anterior construida por el rey Ramiro.

- Cruz: En la cima del monte se encuentra una gran cruz de cemento junto a un altar, erigida en conmemoración de la batalla de Clavijo.

## Otros datos históricos
Junto al monte tendría lugar la supuesta batalla de Clavijo en el año 844 en la que Ramiro I de Asturias vencería frente a Abderramán II gracias a la aparición del Apóstol Santiago.
En la historia eclesiástica riojana, el lugar es mencionado por el martirio del obispo Sancho de Funes en 1146. Santificado, sus reliquias estuvieron conservadas durante mucho tiempo en el monasterio de San Prudencio de Monte Laturce hasta su traslado a la catedral de Calahorra.
En mayo de 1979, bajo los movimientos populares para la elección de una bandera para la comunidad, ondeó en lo alto del monte la que meses más tarde sería la bandera oficial de La Rioja.